# Кирпичный завод в Тортосе
«Кирпичный завод в Тортосе» (фр. L'Usine, Horta de Ebro) — картина испанского художника Пабло Пикассо, написанная в 1909 году. Находится в Эрмитаже. Размер — 50,7 × 60,2 см.
Она относится к «африканскому» периоду и считается работой в направлении прото-кубизм.

## Предыстория
Пикассо создал картину летом 1909 года, когда отдыхал в Орта-де-Сан-Жоан в Каталонии. Картина демонстрирует развитие стиля Пикассо в сторону кубизма.
Картина является одной из нескольких, которые Пикассо создал на юге Испании в течение этого года, в том числе «Водохранилище», «Масляная мельница» — пейзажи демонстрируют тот же упрощенный геометрический стиль.

## Рецензии
Джонатан Джонс из журнала The Guardian назвал работу «внушительной» и усмотрел в ней «эксперимент с тем, как решительно можно убрать, упростить, укрепить и абстрагировать формы и тем не менее произвести картину, которую не так просто запомнить, но которая глубоко наполнена жизнью».

## История владения
Картина была приобретена в парижской галерее Даниеля Анри Канвейлера русским купцом и коллекционером Сергеем Щукиным. В 1918 году на основании декрета Совета Народных Депутатов галерея Щукина была национализирована и легла в основу Государственного музея нового западного искусства. После ликвидации музея в 1948 году картина «Кирпичный завод в Тортосе» поступила в коллекцию Эрмитажа вместе с другими шедеврами западного искусства.